# 코라블리노

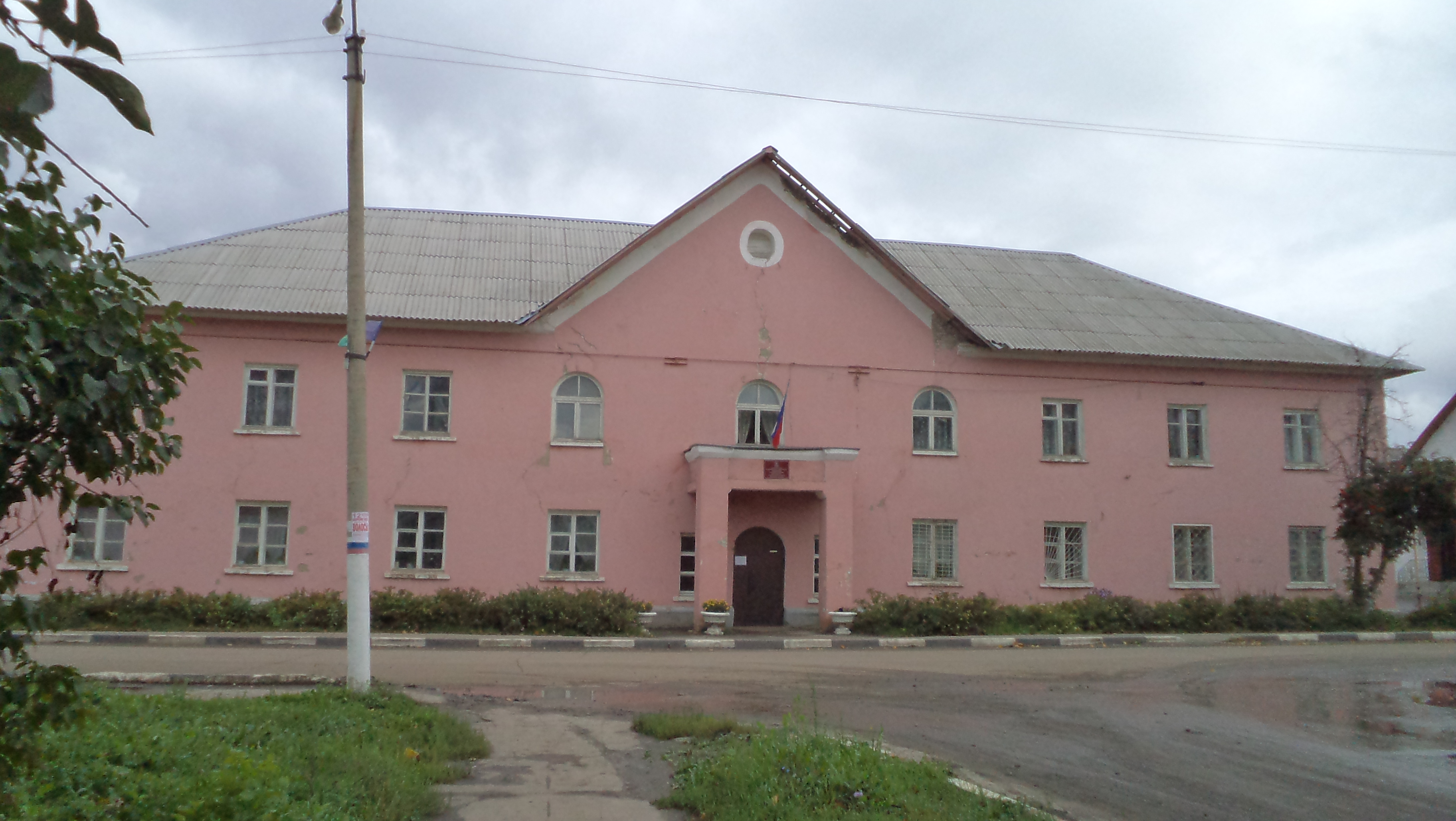

코라블리노(러시아어: Кора́блино)는 러시아 랴잔주 남부에 위치한 도시로, 인구는 14,690명(2002년 기준)이며 랴잔(랴잔 주의 주도)에서 남쪽으로 89km 정도 떨어진 곳에 위치한다. 1676년 건설되었으며 1965년 시로 승격되었다.